# Carl Völckers (Mediziner)
Carl Friedrich Georg Völckers (* 28. März 1836 in Lensahn; † 2. Februar 1914 in Kiel) war ein deutscher Augenarzt und der erste Professor für Ophthalmologie an der Christian-Albrechts-Universität zu Kiel.

## Leben
Völckers stamme aus einer Medizinerfamilie; er war ein Sohn des Arztes Friedrich Ludwig Philipp Völckers und ein Enkel des Eutiner Physicus Friedrich Carl Völckers. Er studierte an der Georg-August-Universität Göttingen und der Christian-Albrechts-Universität zu Kiel Medizin. Er war Mitglied des Corps Brunsviga Göttingen (1857) und des Corps Holsatia (1859). 1859 ging er zu Friedrich von Esmarch, der noch die Fächer Chirurgie und Augenheilkunde gemeinsam vertrat. 1866 wurde er zum apl. Professor ernannt und mit der Leitung der neu gegründeten Klinik für Augen- und Hals-Nasen-Ohrenheilkunde betraut. Er kam 1868 auf den Lehrstuhl und wurde Direktor der Klinik für Augenheilkunde. Nach 39 Dienstjahren wurde er 1907 emeritiert.